# Gembleb
Gembleb is een bestuurslaag in het regentschap Trenggalek van de provincie Oost-Java, Indonesië. Gembleb telt 4398 inwoners (volkstelling 2010).